# Kureacivka, Bilokurakîne
Kureacivka (în ucraineană Курячівка) este localitatea de reședință a comunei Kureacivka din raionul Bilokurakîne, regiunea Luhansk, Ucraina.

## Demografie
Componența lingvistică a localității Kureacivka
     Ucraineană (93,72%)
     Rusă (5,21%)
     Alte limbi (0,92%)
Conform recensământului din 2001, majoritatea populației localității Kureacivka era vorbitoare de ucraineană (93,72%), existând în minoritate și vorbitori de rusă (5,21%).